# Gillies Kaka
Gillies Kaka (28 de maio de 1990) é um ruguebolista de sevens neozelandês.

## Carreira
Gillies Kaka integrou o elenco da Seleção Neozelandesa de Rugby Sevens 5º colocada na Rio 2016.